# 41 Gdański Pułk Artylerii
41 Gdański pułk artylerii (41 pa) – oddział artylerii lekkiej ludowego Wojska Polskiego.

## Historia pułku
41 pułk artylerii lekkiej został sformowany na podstawie rozkazu Nr 41 Naczelnego Dowódcy Wojska Polskiego z dnia 6 października 1944 roku, w Zamościu, w składzie 12 Dywizji Piechoty (3 Armia WP), według sowieckiego etatu Nr 04/252 o stanie osobowym 1022 wojskowych. 1 listopada 1944 roku stan ewidencyjny oddziału liczył 218 żołnierzy, w tym: 35 oficerów, 18 podoficerów i 165 szeregowych, czyli 21,3% stanu etatowego. W związku z zaniechaniem formowania 3 Armii i 12 DP, jednostka została rozformowana do 30 listopada 1944 roku, a jej skład osobowy wcielony do 10 Brygady Artylerii Polowej.
Na podstawie rozkazu Nr 0156/Org. Naczelnego Dowódcy WP z dnia 29 czerwca 1945 roku i rozporządzenia Nr DPK/Org./0114/2 I Wiceministra Obrony Narodowej z dnia 5 lipca 1945 roku sformowana została 16 Dywizja Piechoty. 9 sierpnia 1945 roku w skład 16 DP włączony został 41 Pułk Artylerii, zorganizowany w Wejherowie, według etatu Nr 2/3 o stanie osobowym 815 wojskowych.
27 lutego 1946 roku Naczelny Dowódca WP, rozkazem Nr 046/Org., polecił przeformować jednostkę w 41 Pułk Artylerii Lekkiej, według etatu Nr 2/52 o stanie osobowym 685 wojskowych i 5 pracowników kontraktowych. W lipcu tego roku 41 pal dyslokowany został do Gdańska-Wrzeszcza. 22 maja 1947 roku Minister Obrony Narodowej nadał jednostce nazwę wyróżniającą „Gdański”.
W 1952 roku jednostka przeformowana została w 41 Gdański Pułk Artylerii Haubic według etatu Nr 5/86 o stanie 582 żołnierzy i 11 pracowników cywilnych, i weszła w skład 16 Kaszubskiej Dywizji Zmechanizowanej.
W 1955 roku oddział przeformowany został w 41 Gdański dywizjon artylerii haubic według etatu Nr 5/181 o stanie 359 wojskowych i 4 pracowników cywilnych, i wszedł w skład 16 Kaszubskiej Dywizji Pancernej.
W 1958 roku dywizjon wraz z 42 szkolną baterią artylerii wyłączony został ze składu 16 DPanc i podporządkowany dowódcy 23 Dywizji Piechoty. Na bazie obu pododdziałów oraz 60 Dywizjonu Artylerii Armat ze składu 5 Brygady Obrony Wybrzeża sformowany został 41 Gdański pułk artylerii (JW 3586) według etatu Nr 2/242 o stanie 333 wojskowych i 7 pracowników cywilnych.
Wiosną 1963 roku jednostka weszła w skład 23 Dywizji Desantowej i została przeformowana na nowy etat Nr 5/350. Równocześnie stacjonujący w Kwidzynie 93 Dywizjon Artylerii Przeciwpancernej przeformowany został w 93 Dywizjon Artylerii Rakietowej (JW 3632).
8 października tego roku 23 DDes przemianowana została na 7 Łużycką Dywizję Desantową. W tym samym roku, jesienią, 41 Gdański pułk artylerii został rozformowany. W jego miejsce przeniesiony został 93 dar i przemianowany na 41 dywizjon artylerii rakietowej.
W następnym roku 41 dar przeformowany został w 41 dywizjon artylerii (JW 3632).

## Żołnierze pułku
Dowódcy pułku
- ppłk Mikołaj Chlupin (X-XI 1944)

oficerowie
- Wiktor Juszkiewicz